# Општина Порумбешти (Сату Маре)
Порумбешти (рум. Porumbeşti) општина је у Румунији у округу Сату Маре.
Oпштина се налази на надморској висини од 123 m.

## Становништво

### Хронологија
| Година       | 2005 | 2006 | 2007 | 2008 | 2009 | 2010 | 2011 | 2012 | 2013 | 2014 | 2015 | 2016 | 2017 |
| ------------ | ---- | ---- | ---- | ---- | ---- | ---- | ---- | ---- | ---- | ---- | ---- | ---- | ---- |
| Становништво | 2508 | 2531 | 2543 | 2570 | 2591 | 2606 | 2659 | 2663 | 2649 | 2660 | 2651 | 2651 | 2658 |